# チャンプとメイジャー
チャンプ（Champ）とメイジャー（Major）は、第46代アメリカ合衆国大統領ジョー・バイデンとファーストレディのジル・バイデンが飼っているジャーマン・シェパード・ドッグ。いわゆるファーストドッグである。メイジャーは初めてファーストドッグとなった保護犬として注目された。ジャーマン・シェパード・ドッグとしてはジョン・F・ケネディとジャクリーン夫妻が飼っていたクリッパー以来のファーストドッグとなる。ホワイトハウスにペットがいなかった期間は、第11代ジェームズ・ポーク在任時と第45代ドナルド・トランプ在任時の計8年間だけである。

## チャンプ
2008年の大統領選挙でバラク・オバマが勝利したら、犬を購入する約束を取り付けたジル・バイデンは、ジョーが約束を忘れないよう、選挙用飛行機の座席に犬の写真を何枚も貼っておいた.。約束が果たされペンシルバニア州のブリーダーから迎えられた子犬は、孫娘たちによって「チャンプ」と名付けられた。この名前はジョー・バイデンにとって、父親から飛ばされた「（お前は）チャンプ！（だ）、何度倒れても立ち上がれ！」という檄を思い出させるものだった。ジャーマン・シェパード・ドッグは、過去に訓練をした経験がある点でジョー・バイデンにとって親しみのある犬種だった。副大統領時代にはチャンプのぬいぐるみを彼の子供たちに贈っている。
2021年6月19日、バイデン大統領はチャンプが家族に看取られながら、自宅で静かに息を引き取ったことを明かした。「最後の数ヶ月は衰えから元気のない日々が続いていたが、チャンプは私やジルの姿を見ると立ち上がり、尻尾を振って耳やお腹を撫でてとせがんだ。」、「13年間彼は掛け替えのない友だった。」、「とてつもなく切ない。」とチャンプへの想いを綴った。

## メイジャー
メイジャーを含む6頭の子犬は、元の飼い主の自宅で何らかの有害物質に晒された状態から救出された。危険の原因が特定できず、飼い主は治療費を払えなかったため、子犬たちはデラウェア州動物愛護協会に保護された。ジョー・バイデンが愛護協会のシェルターからメイジャーを迎えた日、彼とスタッフたちはメイジャーについて語り合ったり、自撮りを楽しんだりして1時間以上過ごした。「メイジャー」の名の由来は公式には明かされていないが、ジョー・バイデンの最初の妻ネイリア・ハンター・バイデンとの息子ボー・バイデンの州兵時代の階級は少佐（Major、メイジャー）であった。メイジャー以外に世界のリーダーが迎えた保護犬として、フランスのエマニュエル・マクロン大統領のネモ（ラブラドール・レトリバーとグリフォンの交配種）、カナダのジャスティン・トルドー首相のケンジー（ポーチュギーズ・ウォーター・ドッグ）などがいる。

## 事件
2020年11月28日、大統領就任前のジョー・バイデンはメイジャーと遊んでいる最中に足を骨折した。「シャワーから出たらメイジャーが遊びをせがむので、追いかけて尻尾をつかんだりしてふざけていた。その時彼が敷物で滑ったんで私はそれにつまづいてしまったんだ。」とバイデンは語った。
2021年3月8日、メイジャーが警備員の手を咬む事件を起こしたため、チャンプとメイジャーは一時的にデラウェア州の家族の友人のもとで暮らすことになった。ジョー・バイデンはインタビューに対し「咥えた程度で皮膚を貫通せずごく軽症」と説明したが、メイジャーはそれ以前もスタッフや警備員に対し、飛びつく、吠える、突進するなど問題行動を起こすことがあった。メイジャーは訓練を受けた後、3月24日にチャンプと共にホワイトハウスに戻ったが、再度3月30日散歩中に国立公園局職員に咬みつく事件を起こした。4月からメイジャーは再度外部での訓練に参加し、月末にはホワイトハウスに戻った。近々バイデンファミリーに加わる予定の猫とのトラブルを避けるため、訓練中は複数の猫たちと過ごす時間も設けられた。

## 政治活動
2020年7月、ジョー・バイデンの孫娘ナオミは、チャンプとメイジャーを含む愛犬たちがドナルド・トランプの人形を咬んで奪い合い遊ぶ様子をTwitterに投稿した。後に投稿は削除されたが、既に写真を入手していた別人により大統領選挙本選に先立って再びSNSに投稿されることとなった。
チャンプとメイジャーはジョー・バイデンの大統領選挙運動において、近年では唯一ペットと連れ添わない大統領であるドナルド・トランプに対し、バイデンの人間性をアピールする手段として度々広告塔に起用された。選挙戦の最中バイデンはTwitterにメイジャーを迎えた日のツーショット写真を添えて、「猫の日を祝う人もいれば、犬の日を祝う人もいる...トランプ大統領はどちらも祝わない。これには大きな意味がある。」、「今こそペットをホワイトハウスに戻そう。」と綴った。
大統領就任式の3日前、デラウェア州動物愛護協会は「indoguration」と銘打ったイベントを開催し、初の保護犬出身ファーストドッグとなるメイジャーを祝った。このイベントにはZoomで7400人を超える人々が参加、ジョシュ・グローバンのライブなども花を添え、20万ドル以上の寄付が協会に寄せられた。

## ギャラリー

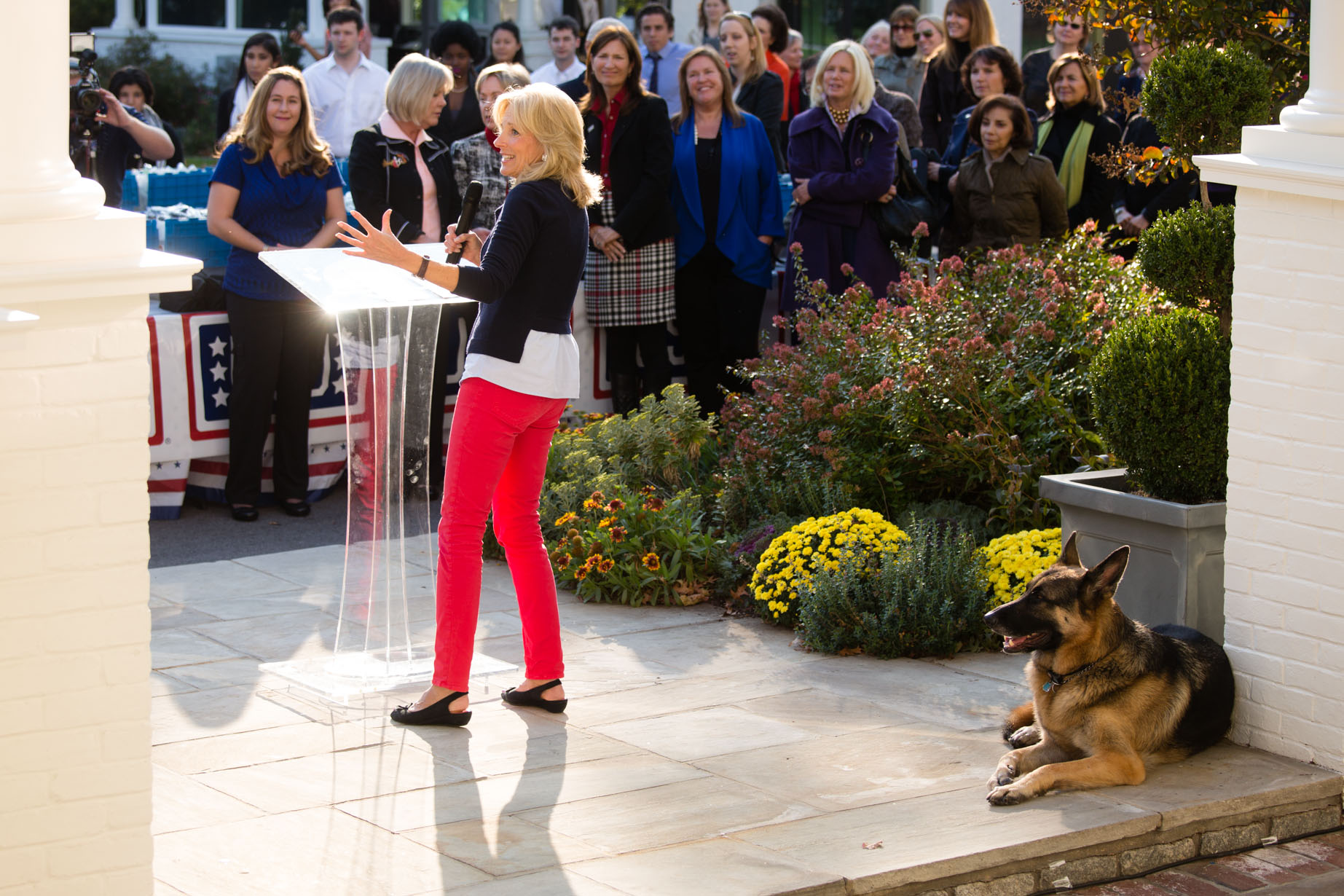
2013年、官邸でスピーチするジル・バイデンとチャンプ。
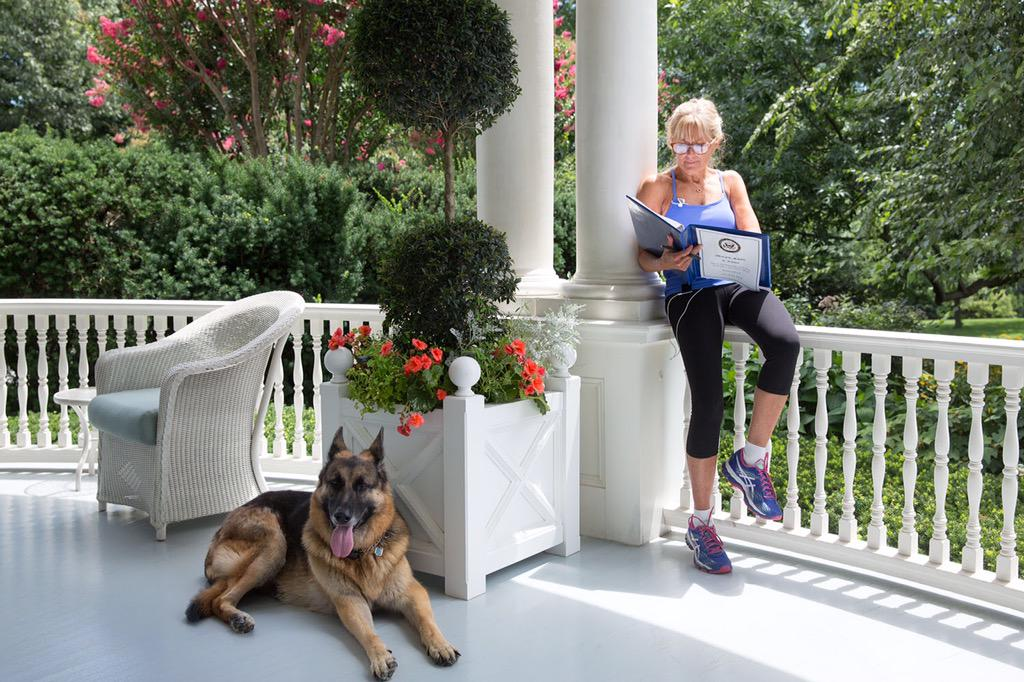
2015年、官邸のポーチにいるジル・バイデンとチャンプ。
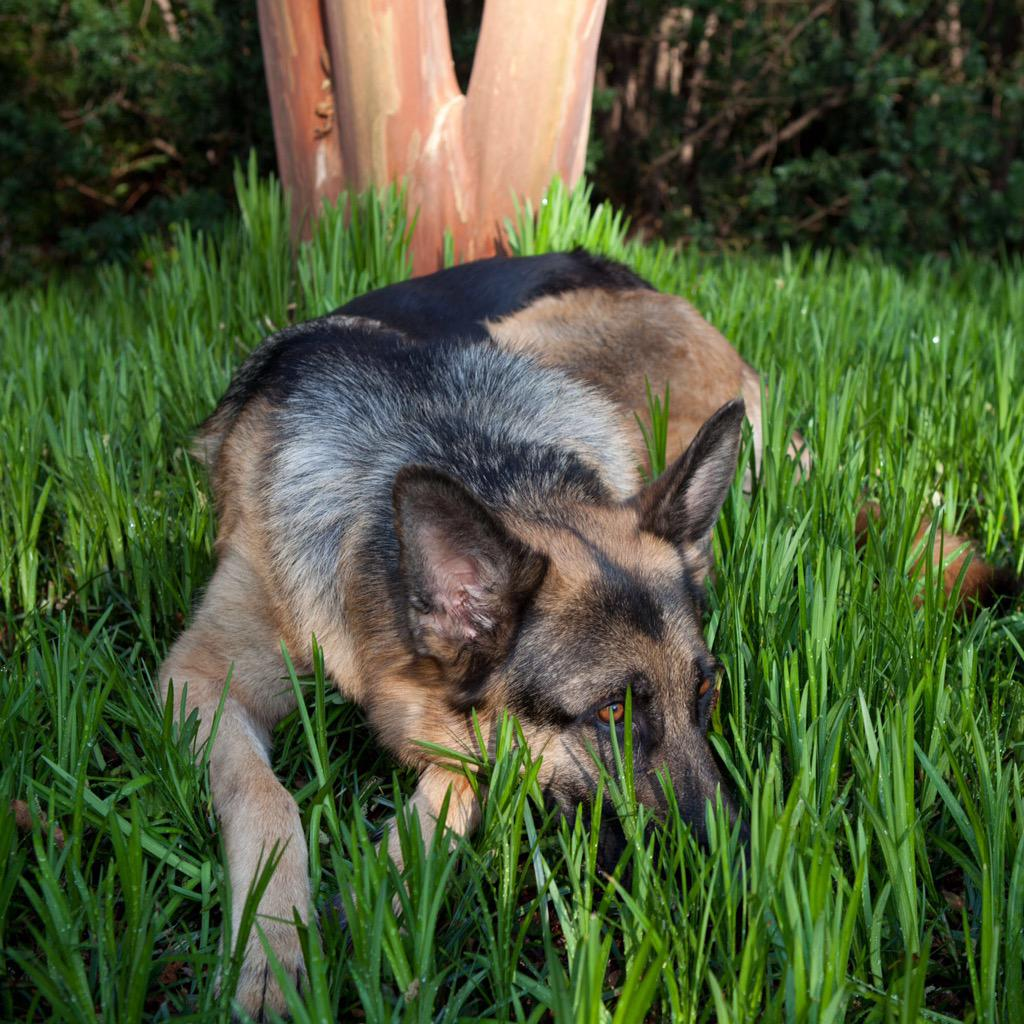
2015年8月、チャンプ。
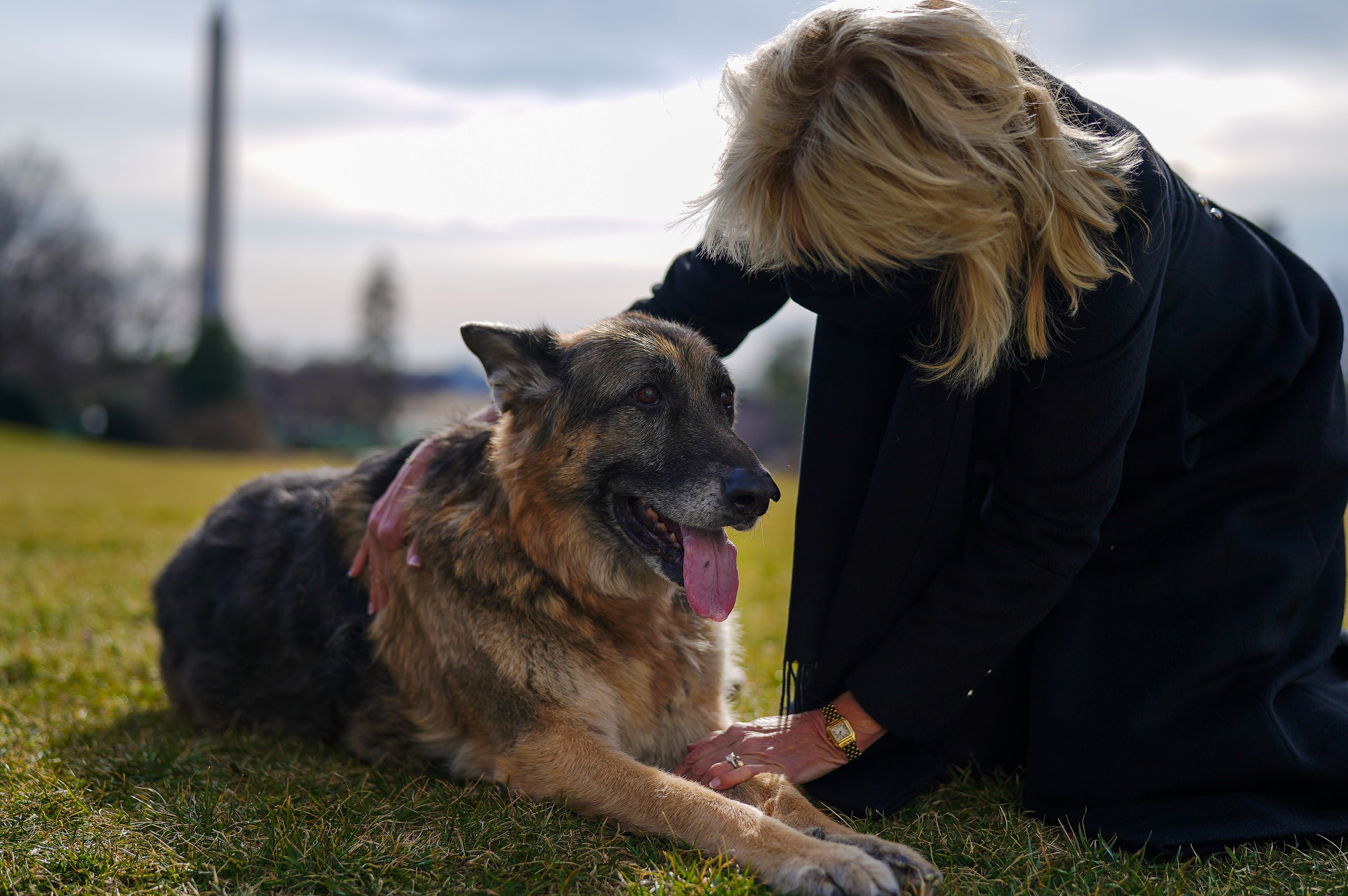
2021年1月、ホワイトハウスの芝に座るジル・バイデンとチャンプ。
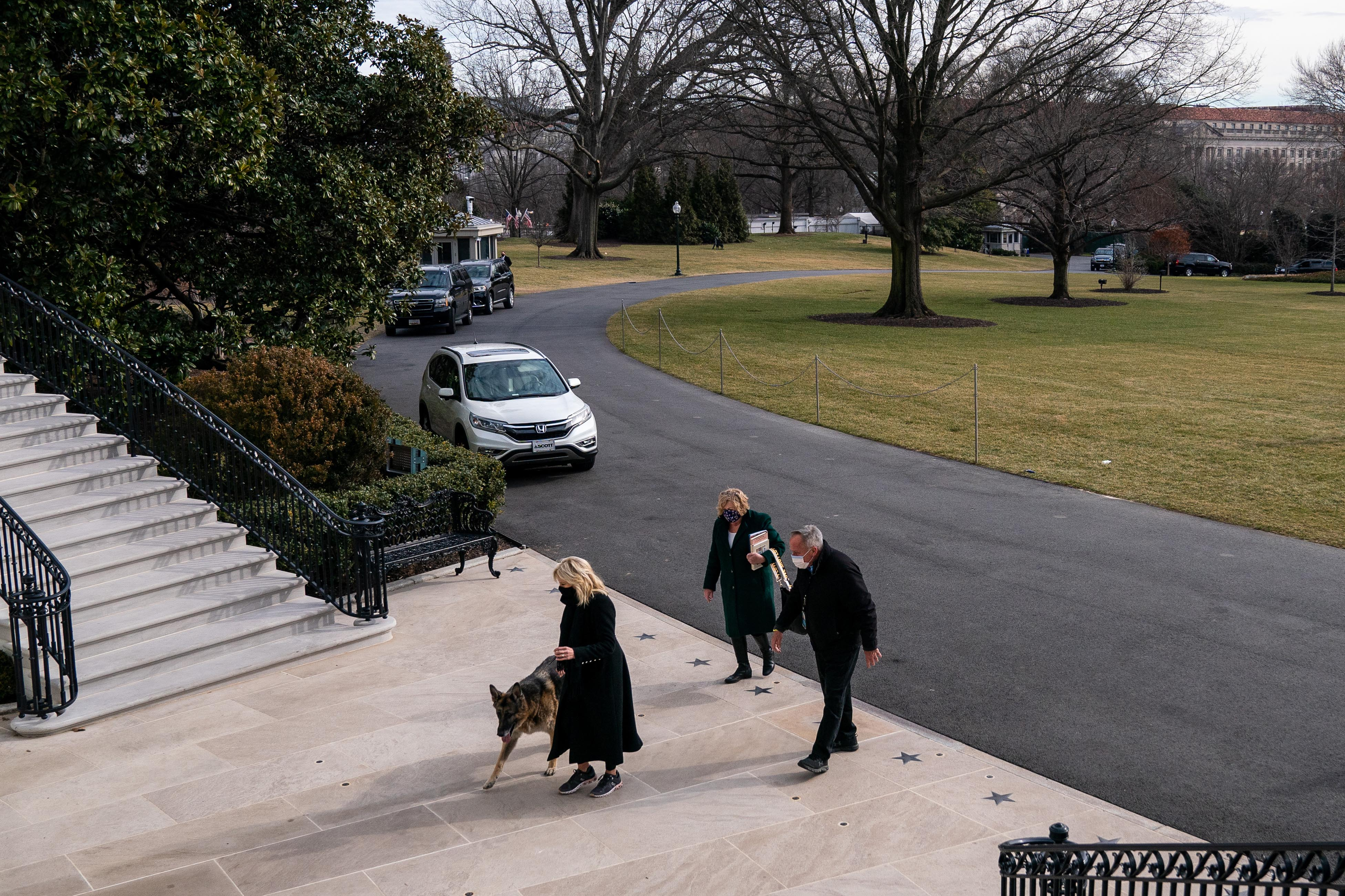
2021年1月、ホワイトハウスに到着したチャンプとメイジャー。
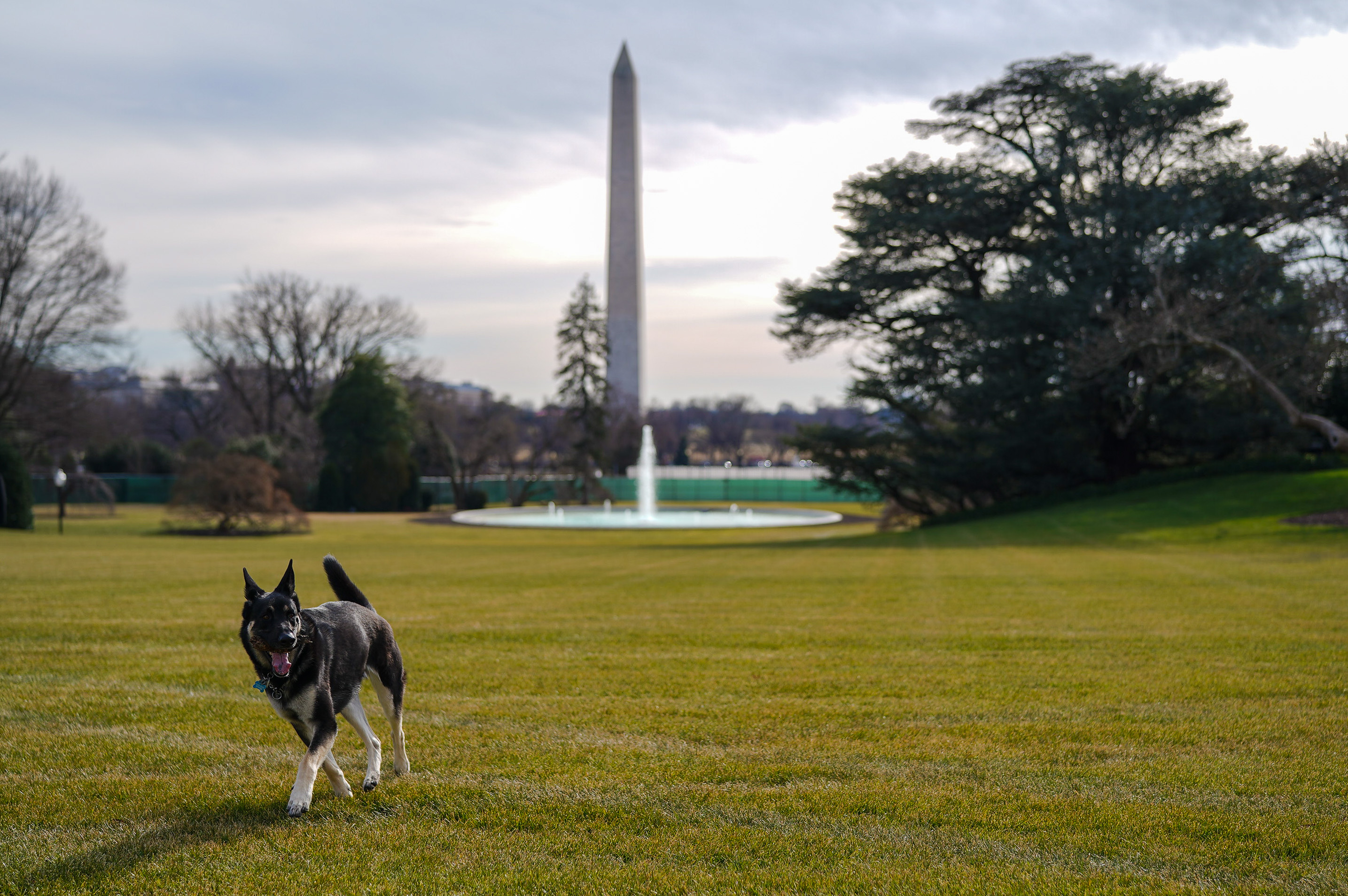
2021年1月、ホワイトハウスの芝に立つメイジャー。
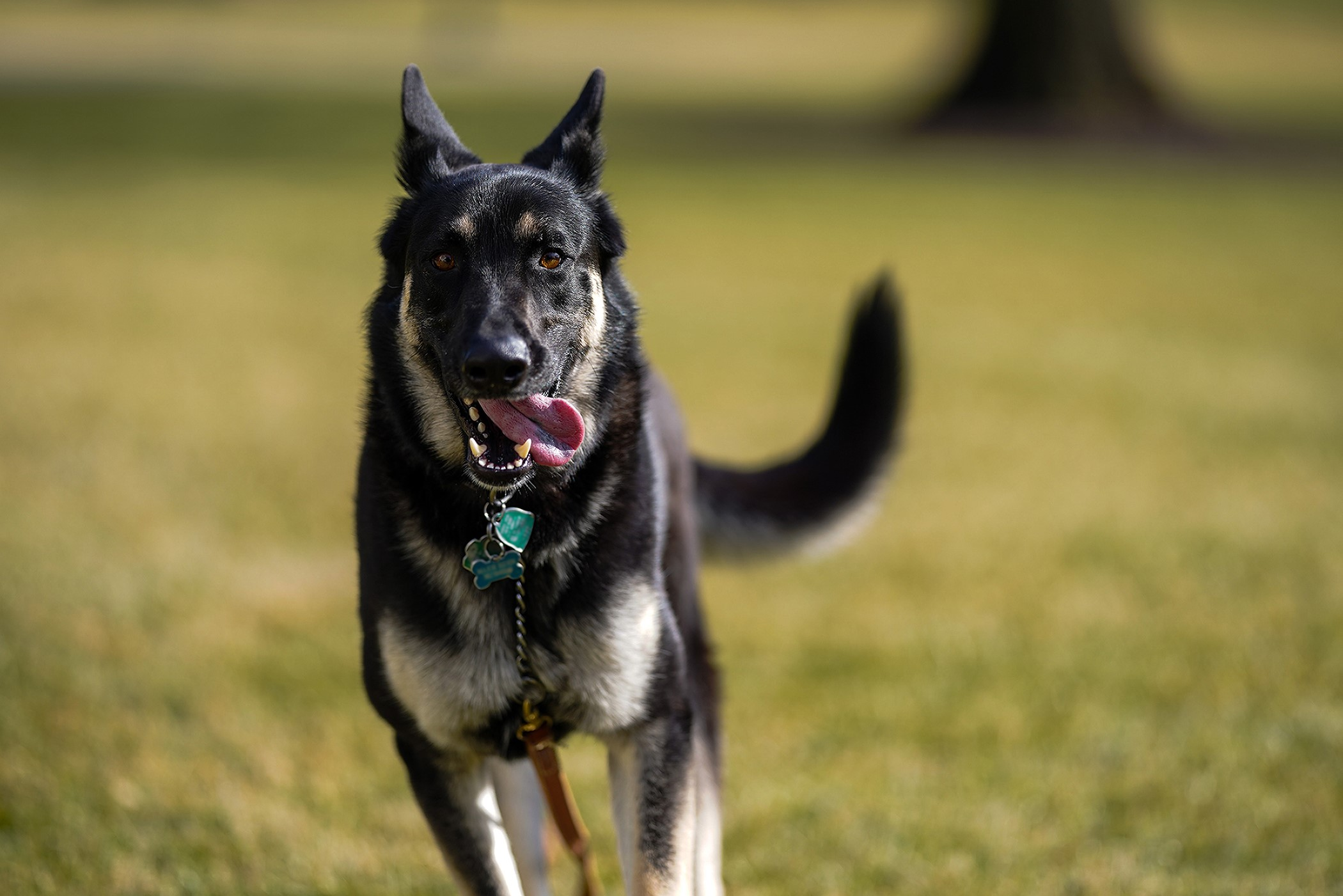
2021年1月、ホワイトハウスの芝を走るメイジャー。
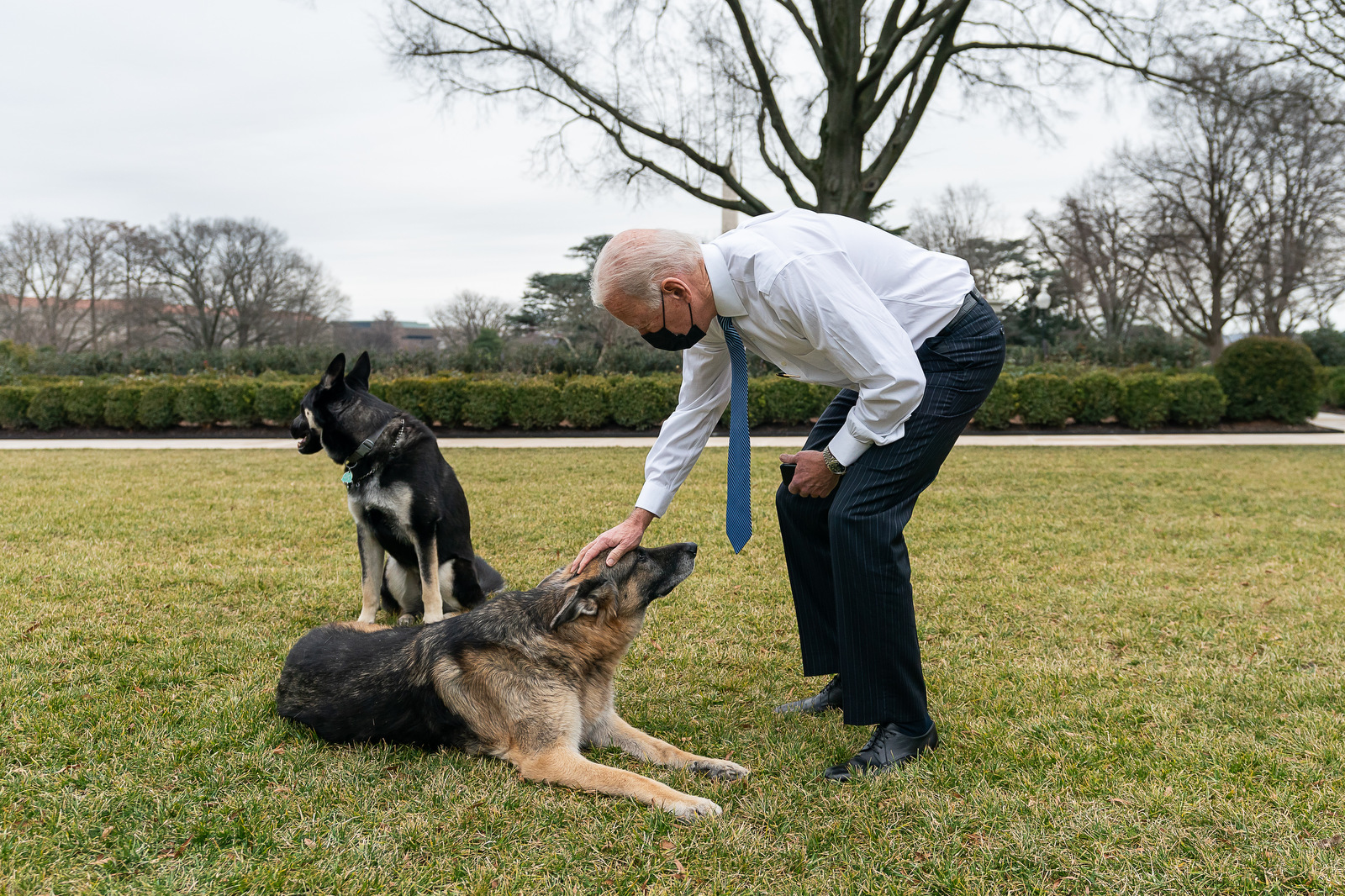
2021年1月、ホワイトハウスのローズガーデン（英語版）でチャンプとメイジャーと遊ぶアメリカ合衆国大統領ジョー・バイデン。
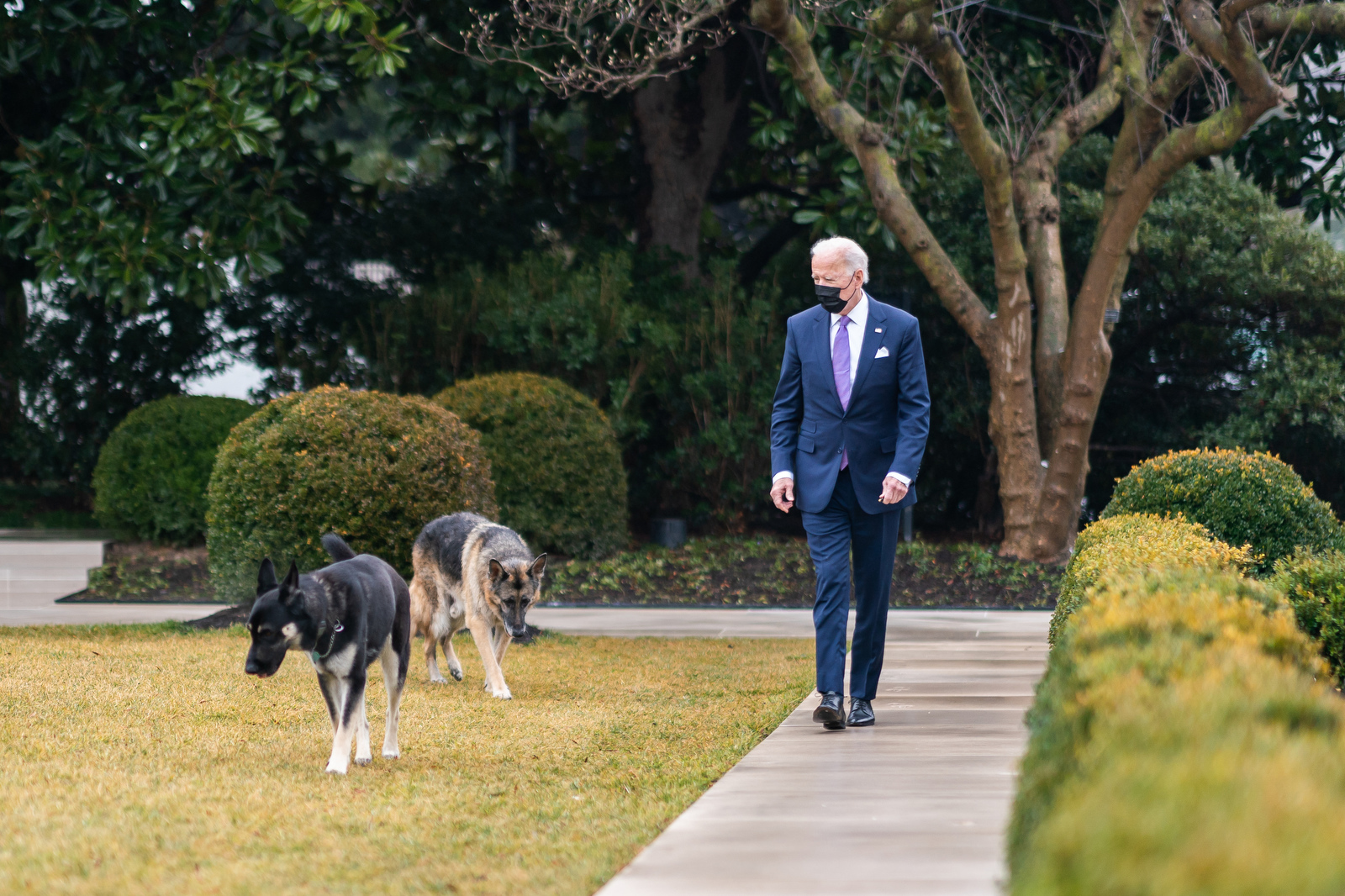
2021年1月、チャンプとメイジャーを連れてホワイトハウスのローズガーデンを歩くジョー・バイデン大統領。
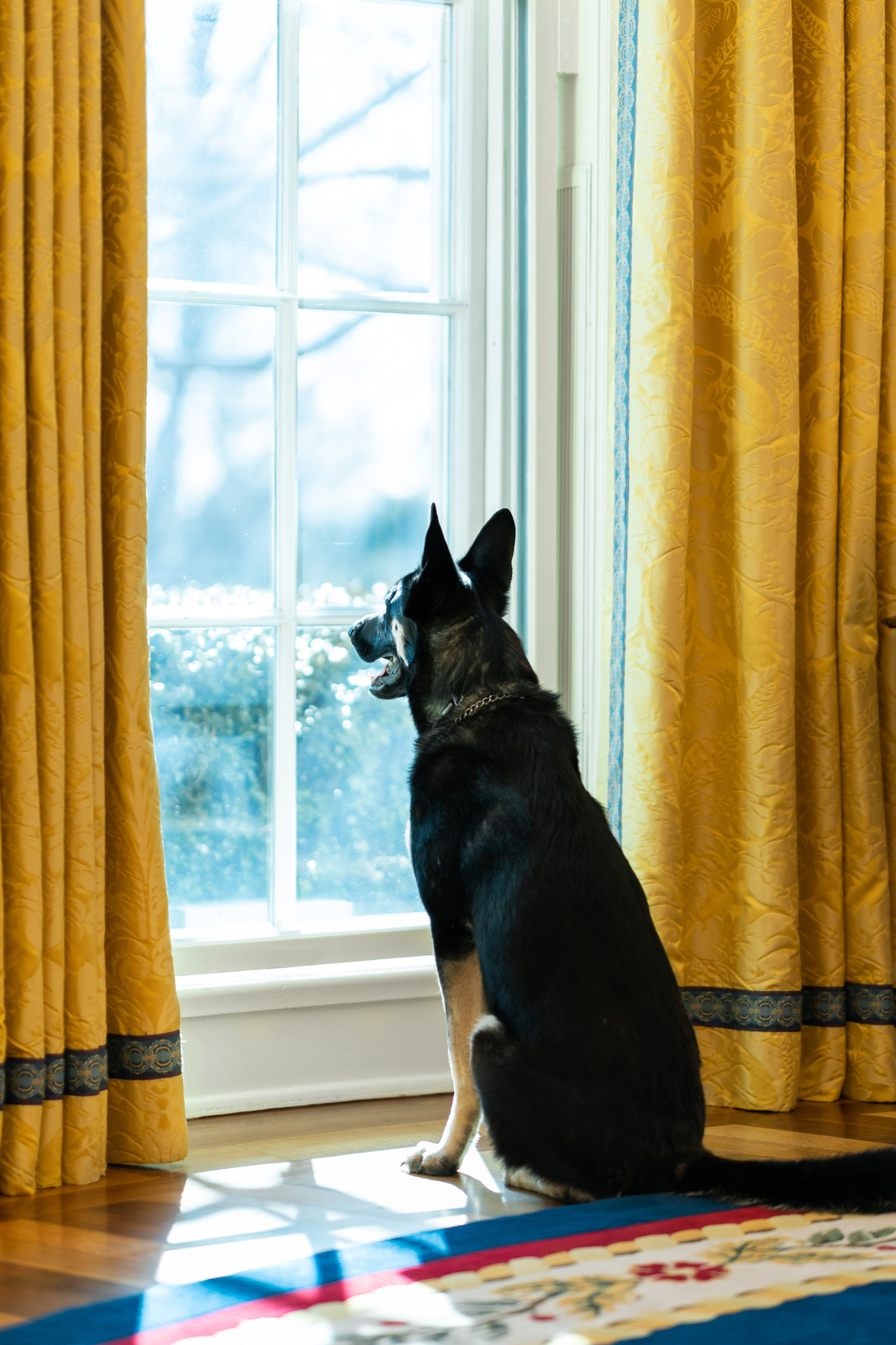
2021年1月、大統領執務室 から外を眺めるメイジャー.
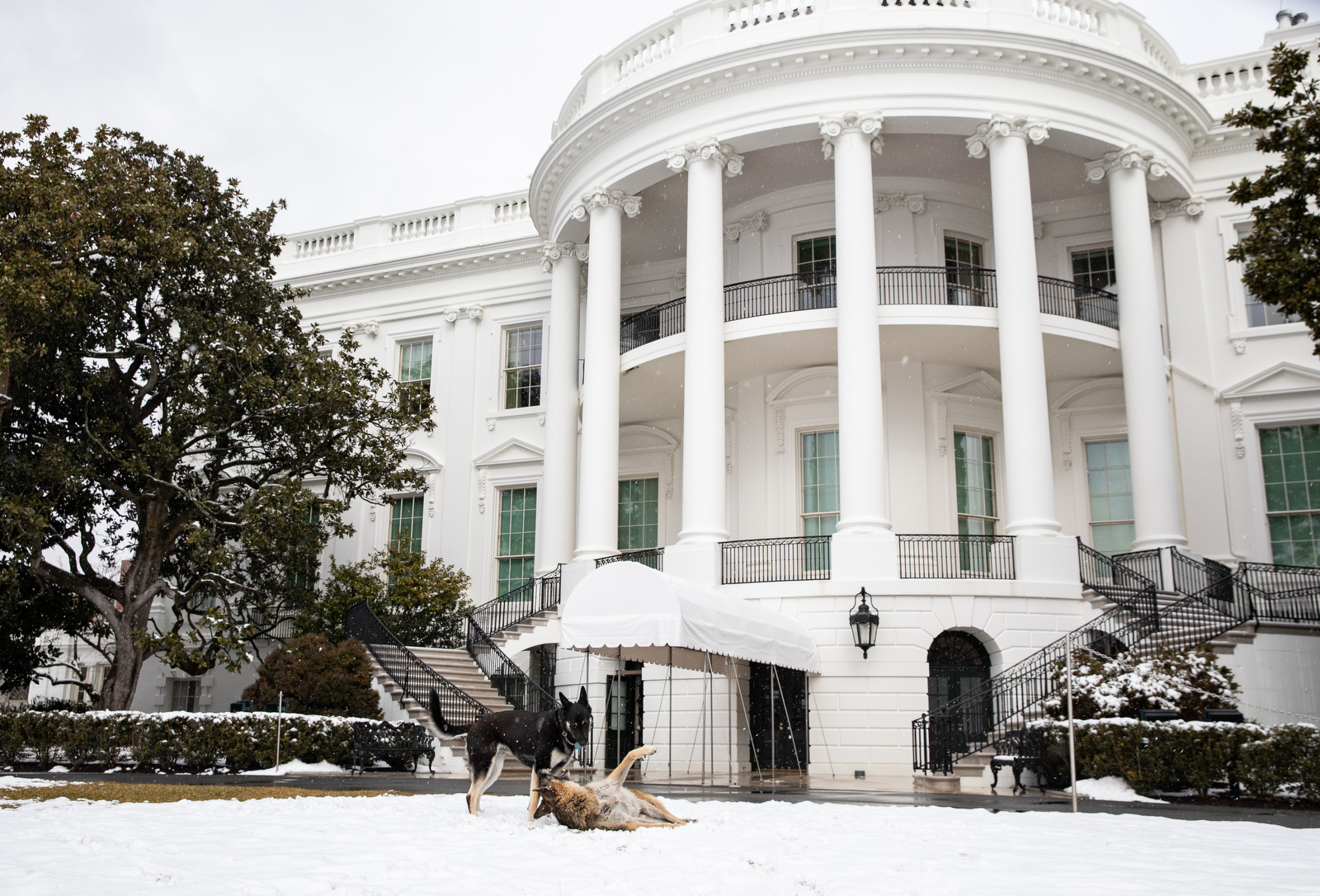
2021年2月、雪の積もったサウスローン（英語版）で遊ぶチャンプとメイジャー。
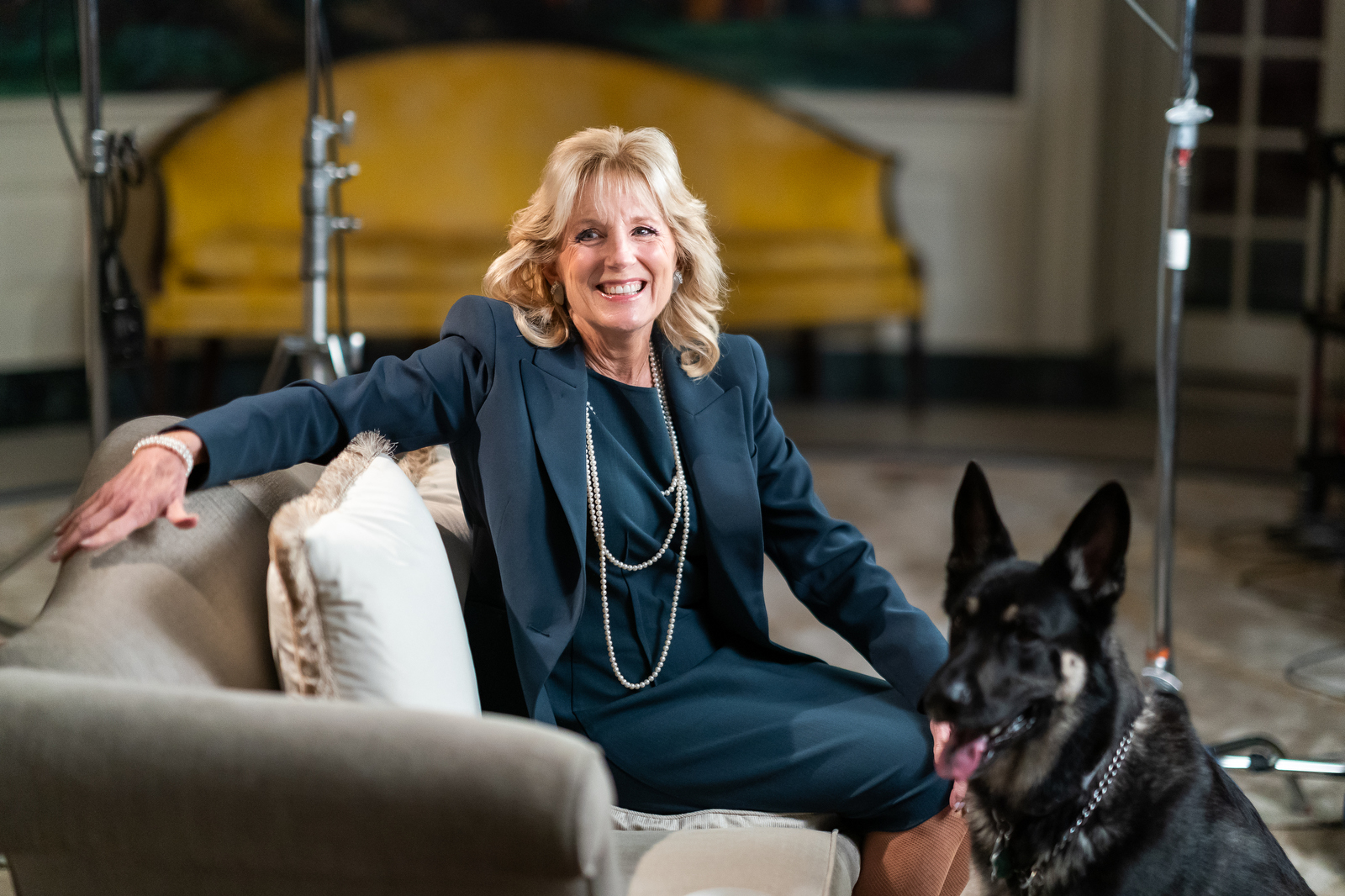
2021年2月、外交官応接室（英語版）にいるジル・バイデンとメイジャー。
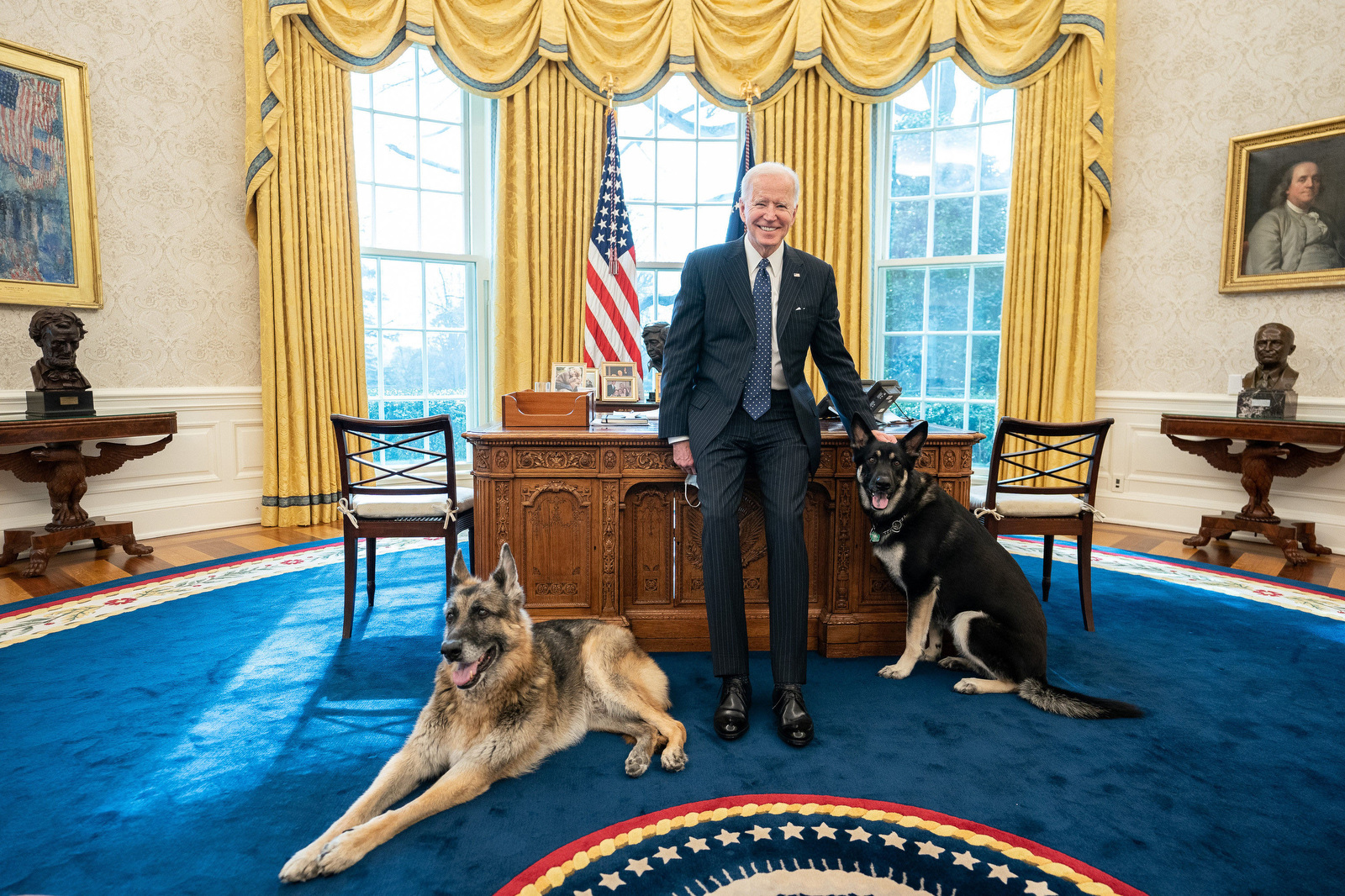
2021年2月、大統領執務室にいるジョー・バイデン大統領とチャンプ、メイジャー。
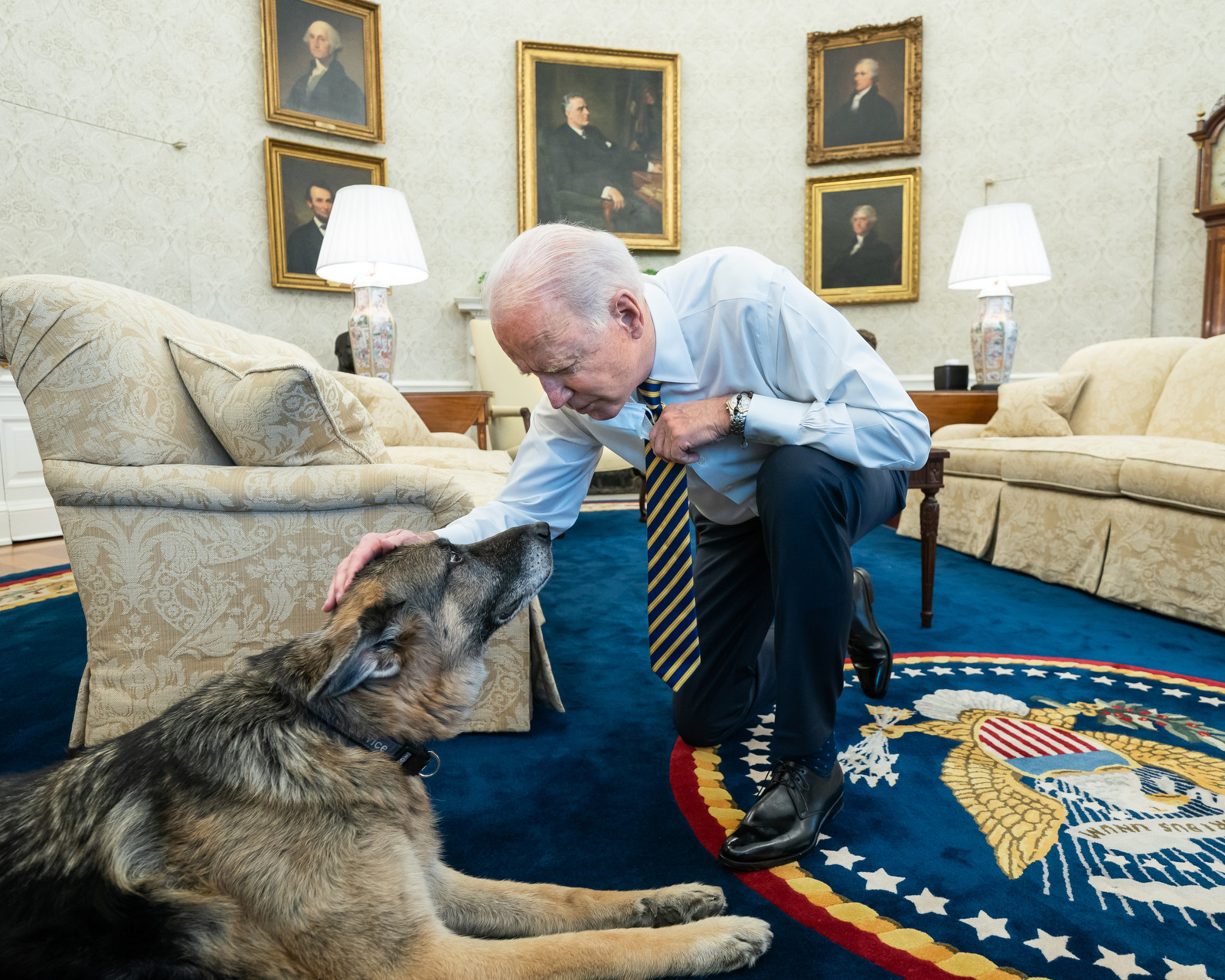
2021年2月、大統領執務室でチャンプを撫でるジョー・バイデン大統領。